# Leonard E. Dickson
Leonard Eugene Dickson (* 22. Januar 1874 in Independence, Iowa; † 17. Januar 1954 in Harlingen, Texas) war ein US-amerikanischer Mathematiker, der vor allem auf dem Gebiet der Zahlentheorie und der Algebra arbeitete.

## Leben und Werk
Dickson wuchs in Cleburne, Texas, auf, wo sein Vater Bankier und Kaufmann war. Er studierte an der University of Texas at Austin bei George Bruce Halsted Mathematik und machte dort 1894 sein Diplom (M.S.). Zunächst arbeitete er wie sein Lehrer über Geometrie, wechselte aber bei seiner Promotion 1896 an der University of Chicago (der ersten in Mathematik an dieser Universität), wo er bei Heinrich Maschke, Oskar Bolza und Eliakim Hastings Moore studierte, zur Gruppentheorie. Danach besuchte er die führenden europäischen Gruppentheoretiker Sophus Lie in Leipzig und Camille Jordan in Paris. 1899 wurde er Professor in Austin und ab 1900 auf Bemühung von Moore hin in Chicago, wo er 1910 eine volle Professur erhielt und bis zu seiner Emeritierung 1939 blieb, von mehreren Gastprofessuren an der University of California, Berkeley abgesehen. Seine erste Doktorandin war 1913 die Mathematikerin Mildred Sanderson, die vor allem für ihren mathematischen Satz über modulare Invarianten bekannt ist.
Aus seiner Dissertation ging 1901 ein Buch über endliche Gruppen hervor, insbesondere als Matrizengruppen (allgemeine lineare Gruppe) in endlichen Körpern beliebiger Primzahlpotenzcharakteristik (Galoiskörper), in dem er viele Resultate von Camille Jordan, Émile Mathieu u. a. fortführte und vereinfachte.
Er leistete auch Beiträge zur additiven Zahlentheorie, zum Beispiel im Waring Problem (wo aus der Arbeit von ihm, S. S. Pillai und anderen eine genaue Formel für g(k) folgt). Seine History of the theory of numbers gilt als Standardwerk, wo viele Ergebnisse der Zahlentheorie in ihrer Geschichte genau zurückverfolgt werden können.
In seine Zeit in Chicago fällt der Aufenthalt des schottischen Mathematikers Wedderburn, der bewies, dass alle endlichen Divisionsalgebren kommutativ sind. Hier arbeitete er eng mit Dickson zusammen, der unabhängig Beweise für diesen Satz fand. Dickson machte die Theorie der Algebren zu einem weiteren Schwerpunkt seiner Arbeit, und das Buch Die Algebren und ihre Zahlentheorie beeinflusste die Arbeit der algebraischen Schule von Emmy Noether und Helmut Hasse in Deutschland, wo in den 1920er und 1930er Jahren wichtige Resultate erzielt wurden, stark.
Dickson war der erste, der den Colepreis für Algebra erhielt (1928 für sein Buch Algebren und ihre Zahlentheorie). Er war maßgeblich am Aufschwung der Algebra in den USA beteiligt und schuf eine große Schule, er stellte aber auch hohe Anforderungen an seine Studenten. 1920 hielt er einen Plenarvortrag auf dem Internationalen Mathematikerkongress in Straßburg (Some Relations between the Theory of Numbers and Other Branches of Mathematics) und ebenso 1925 in Toronto (Outline of the theory to date of the arithmetics of algebras). 1913 wurde er in die National Academy of Sciences, 1915 in die American Academy of Arts and Sciences und 1920 in die American Philosophical Society gewählt. Er war außerdem korrespondierendes Mitglied der Académie des sciences in Paris. Von 1917 bis 1918 war er Präsident der American Mathematical Society.
Er war seit 1902 verheiratet und hatte drei Kinder.

## Dickson instructor
Ein Dickson instructor oder L. E. Dickson instructor ist eine Position an der University of Chicago für Mathematikerinnen und Mathematiker, die vor kurzem einen Doktortitel in Mathematik oder einem verwandten Fachbereich abgeschlossen haben oder bald abschließen werden. Die Ernennung erfolgt meist für wenige Jahre, und damit verbunden ist eine Lehrverpflichtung.

## Schriften
- Linear groups with an exposition of Galois Field Theory (= B. G. Teubner’s Sammlung von Lehrbüchern auf dem Gebiete der mathematischen Wissenschaften. Band 6, ZDB-ID 1090293-4). Teubner, Leipzig 1901, (Digitalisat).
- The known systems of simple groups and their inter-isomorphisms. In: Ernest Duporcq (Hrsg.): Compte rendu du deuxième Congrès international des mathematiciens tenu à Paris du 6 au 12 août 1900. Procès-verbaux et communications. Gauthier-Villars, Paris 1902, S. 225–229, (Digitalisat).
- Algebraic invariants (= Mathematical Monographs. Nummer 14, ZDB-ID 995395-4). Wiley & Sons u. a., New York u. a. 1914, (Digitalisat).
- Elementary theory of equations. Wiley & Sons u. a., New York u. a. 1914, (Digitalisat).
- Linear algebras (= Cambridge Tracts in Mathematics and Mathematical Physics. Nummer 16, ISSN 0068-6824). Cambridge University Press, London u. a. u. a. 1914, (Digitalisat).
- mit George A. Miller, Hans F. Blichfeldt: Theory and applications of finite groups. Wiley & Sons u. a., New York u. a. 1916, (Digitalisat; Neudruck, mit Verbesserungen. Stechert & Co., New York NY 1938).
- History of the theory of numbers. 3 Bände. Carnegie Institution, Washington DC 1919–1923;
  - Band 1: Divisibility and Primality. 1919, (Digitalisat);
  - Band 2: Diophantine Analysis. 1920, (Digitalisat);
  - Band 3: Quadratic and Higher Forms. 1923, (Digitalisat).
- Algebras and their Arithmetics. University of Chicago Press, Chicago IL 1923, (deutsch: Algebren und ihre Zahlentheorie (= Veröffentlichungen der Schweizerischen Mathematischen Gesellschaft. 4, ZDB-ID 568240-X). Füssli, Zürich u. a. 1927).
- Modern algebraic theories. Sanborn & Co, Chicago IL u. a. 1926, (Digitalisat).
- The collected mathematical papers of Leonard Eugene Dickson. Edited by Abraham Adrian Albert. 6 Bände. Chelsea Publishing Company, New York NY 1975–1983, ISBN 0-8284-0273-6.